# Zignago Vetro
Zignago Vetro és una societat anònima italiana, fundada els anys cinquanta per Gaetano Marzotto, té com a activitat productora la fabricació d'ampolles de vidre.
La companyia forma part de la Zignago Holding, controlada per la família Marzotto. El holding, a més a més de Zignago Vetro, també controla la societat Santa Margherita, dedicada a la producció i comercialització de vi.
Zignago Vetro, controla la Verreries Brosse i la Vetri Speciali (quota 50,0%).